# Compiere
Compiere er en open source ERP- og CRM-løsning.   